# ران بنسون
ران بنسون (انگلیسی: Ron Benson; ۲۶ مارس ۱۹۲۵ – ۶ نوامبر ۱۹۹۷) بازیکن فوتبال اهل بریتانیا بود.
از باشگاه‌هایی که در آن بازی کرده‌است می‌توان به باشگاه فوتبال یورک سیتی اشاره کرد.